# Frauke Petry
Frauke Petry, nata Frauke Marquardt (Dresda, 1º giugno 1975), è una politica tedesca.
Nel 2015 è diventata leader del partito euroscettico Alternative für Deutschland, dal quale è fuoriuscita nel settembre 2017 dopo mesi di contrasti interni a seguito della linea da seguire. In seguito ha fondato un nuovo partito dal nome Die Blaue Partei, "Il Partito Blu", che ha guidato fino al suo scioglimento nel dicembre 2019.
Petry è nota per le sue opinioni anti-islamiche, per i suoi appelli a vietare i minareti, e per sostenere che la polizia tedesca dovrebbe "usare armi da fuoco se necessario" per prevenire attraversamenti illegali delle frontiere.

## Biografia
Nata a Dresda, nell'allora DDR, e cresciuta in Sassonia, nel 1992 si trasferì assieme alla sua famiglia a Bergkamen in Vestfalia. Si è laureata in Farmacia all'Università di Reading nel 1998, e ha poi conseguito un dottorato presso l'Università di Göttingen nel 2004.
Nell'aprile 2017, Petry si è dimessa da candidata dell'AfD a cancelliere a causa delle notizie secondo cui voleva cambiare le politiche del partito per attirare gli elettori più moderati. Ciò avvenne dopo che aveva spesso criticato Björn Höcke, un rappresentante del partito che aveva definito il Memoriale dell'Olocausto di Berlino un "monumento della vergogna", e sostenuto i tentativi di espellerlo. Ma non riuscì a prevalere in una lotta di potere con i suoi rivali di partito Jörg Meuthen e Alexander Gauland, che l'accusarono di dividere le file del partito. Nonostante il conflitto interno, il suo partito ha votato per permetterle di candidarsi per un seggio nel parlamento tedesco nelle elezioni del settembre 2017. 

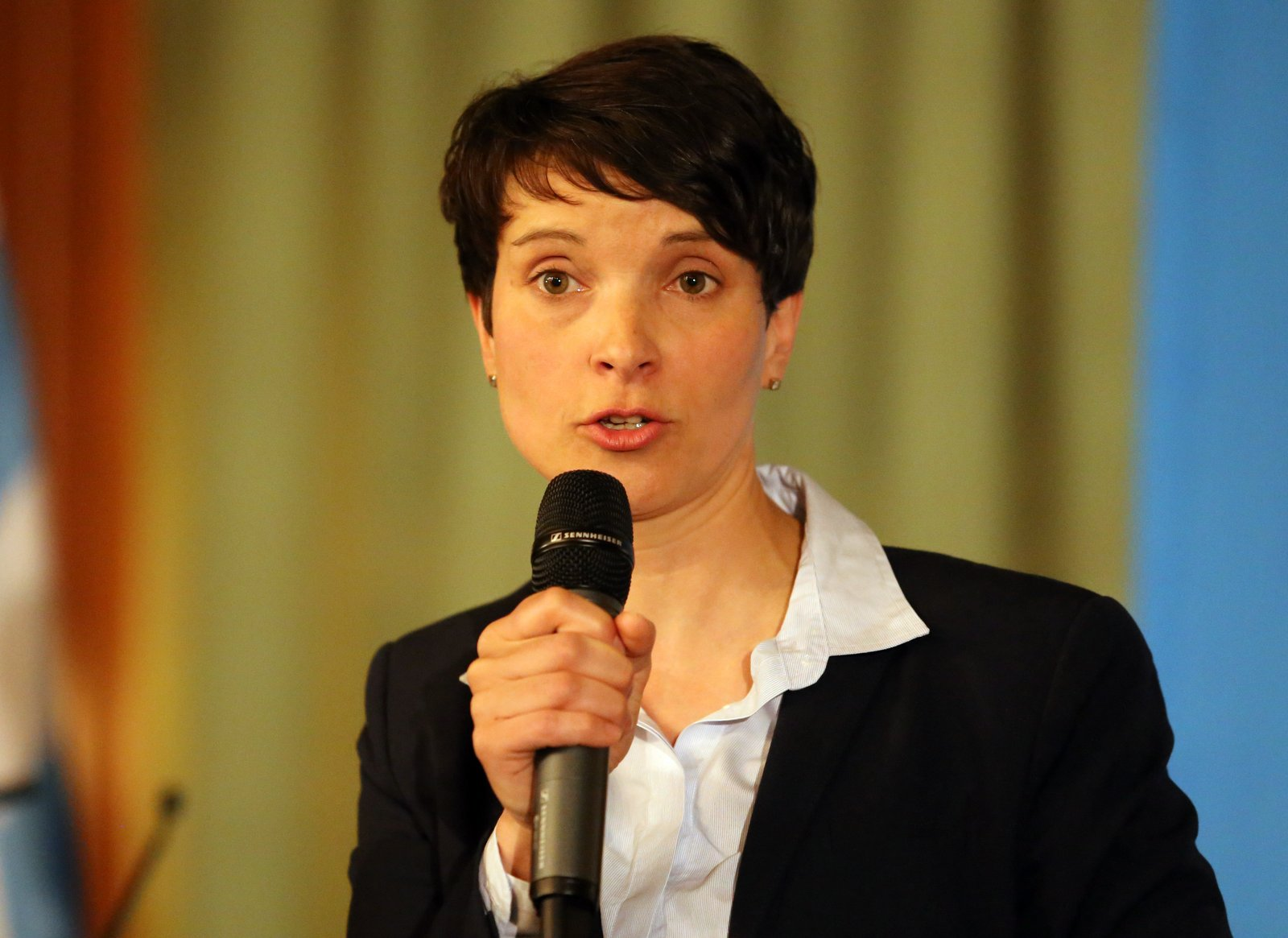
Petry nel 2016

Il 25 settembre 2017, il giorno successivo alle elezioni federali tedesche, Petry annuncia il proprio abbandono dal gruppo parlamentare e dal partito a causa della linea politica «troppo estremista» intrapresa. Alice Weidel, capolista dell'AfD, ha chiesto le sue dimissioni dal partito. Petry, entrata al Bundestag come indipendente, si è dimessa dal partito e da tutti gli incarichi il 29 settembre 2017. Successivamente è stata accusata di falsa testimonianza per aver presumibilmente mentito sotto giuramento sulle finanze del suo ex partito. Fu condannata a una multa di 6.000 euro. Nel 2020, la Corte federale di giustizia ha annullato la condanna sulla base del fatto che la legge sullo spergiuro non si applicava al contesto in cui ha reso le false dichiarazioni. 
Il 12 ottobre 2017, Petry fonda un nuovo partito, chiamato Die Blaue Partei, che avrebbe cercato, con un'agenda "ragionevolmente conservatrice", di replicare il successo dell'Unione cristiano-sociale bavarese. Alla fine del 2019, quel partito è stato sciolto.
Petry si è impegnata come volontaria in un centro scolastico creativo che supporta posti di insegnamento in Sudafrica. Nel 2011 è stata insignita del premio dei fondatori del Land della Sassonia.
Resta membro del Bundestag fino all'ottobre 2021.

## Vita privata
È stata sposata sino ad ottobre 2015 con il pastore luterano Sven Petry, con il quale ha avuto quattro figli. In seguito ha iniziato una relazione con il compagno di partito Marcus Pretzell. I due si sono sposati nel dicembre 2016. Avendo avuto altri due figli con Pretzell, Petry ora ne ha sei in complesso e vive a Tautenhain, in Sassonia.